# Super R-Type
Super R-Type est un jeu vidéo du genre shoot them up sorti sur Super Nintendo en mai 1992 en France. Développé par le studio Irem, c'est un des cinq premiers jeux au lancement de la console lors de sa sortie en France.

## Description
La version française est légèrement différente visuellement de la version japonaise sortie plus tôt. À sa sortie, le jeu a été considéré comme excellent mais gravement entaché par de fréquents et importants ralentissements dus au manque de maitrise et d'expérience des développeurs pour leur tout premier jeu sur cette console.